# Pas si méchant que ça
Vous pouvez aider à l'améliorer ou bien discuter des problèmes sur sa page de discussion.
- Il ne cite pas suffisamment ses sources. Vous pouvez indiquer les passages à sourcer avec {{référence nécessaire}} ou {{Référence souhaitée}}, et inclure les références utiles en les liant aux notes de bas de page. (Marqué depuis avril 2024)
- Certaines informations devraient être mieux reliées aux sources mentionnées dans la bibliographie ou les liens externes. Améliorez sa vérifiabilité en les associant par des références. (Marqué depuis avril 2024)

- Archive Wikiwix
- Bing
- Cairn
- DuckDuckGo
- E. Universalis
- Gallica
- Google
- G. Books
- G. News
- G. Scholar
- Persée
- Qwant
- (zh) Baidu
- (ru) Yandex
- (wd) trouver des œuvres sur Wikidata

Pour plus de détails, voir Fiche technique et Distribution.
Pas si méchant que ça est un film franco-suisse réalisé par Claude Goretta et sorti en 1975.

## Synopsis
Pour tenter de sauver son ébénisterie proche de la faillite, Pierre (Gérard Depardieu), marié à Marthe et père d'un petit Guillaume, décide de commettre des braquages. Au cours de l'un d'eux, il menace Nelly (Marlène Jobert), la postière du village. Elle s’évanouit et Pierre oublie toute idée de vol et se précipite pour la ranimer. À son réveil, elle ne cherche pas à le dénoncer. Pierre veut lui donner des explications sur sa conduite et la suit après son travail. Après lui avoir expliqué sa situation, Pierre continue les braquages et Nelly devient sa complice alors qu'il cache toutes ses activités à Marthe.

## Fiche technique
Sauf indication contraire, les informations mentionnées dans cette section peuvent être confirmées par la base de données cinématographiques Unifrance,  présente dans la section « Liens externes ».
- Titre original : Pas si méchant que ça
- Réalisation : Claude Goretta, assisté de Gérard Zingg et Luc Yersin
- Scénario : Charlotte Dubreuil et Claude Goretta
- Photographie : Renato Berta
- Montage : Joële van Effenterre
- Musique : Patrick Moraz, Arié Dzierlatka
- Décors : Serge Etter
- Costumes : Charlotte Dubreuil, Monique Tourret
- Production : Yves Gasser, Yves Peyrot, Marlène Jobert
- Sociétés de production : Citel Films - Artco Films - Action Films - M.J. Production
- Sociétés de distribution : Gaumont - Jupiter Communications
- Pays de production :  Suisse -  France
- Langue originale : français
- Format : couleur par Eastmancolor - 2,35:1 - Son mono - 35 mm
- Genre : policier, drame et romance
- Durée : 112 minutes
- Date de sortie :
  - Suisse et France : 19 février 1975

## Distribution
- Gérard Depardieu : Pierre Vaucher
- Marlène Jobert : Nelly Wagner
- Dominique Labourier : Marthe Vaucher
- Philippe Léotard : Julien
- Paul Crauchet : Henri, l'ivrogne
- Michel Robin : François, le contremaître
- Jacques Debary : Georges Vaucher, le père de Pierre
- Marblum Jequier : la femme sous l'arbre
- Pierre Walker : l'homme sous l'arbre
- Guillaume Depardieu : Guillaume Vaucher
- Michèle Gleizer : la serveuse du café

## Autour du film
Guillaume Depardieu, présent dans la distribution, tient le rôle d’un tout jeune enfant.